# Melle (Németország)
Melle város Németországban, Alsó-Szászországban.

## Fekvése
Osnabrück közelében, tőle az A30-as úton keletre fekvő település.

## Története

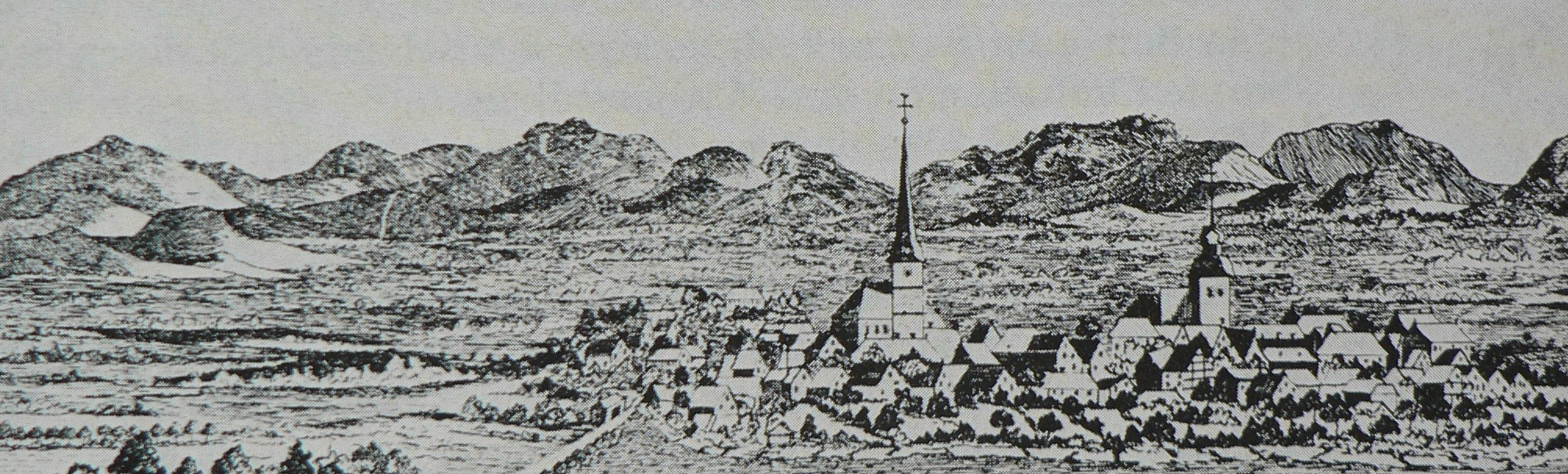
Melle egy 1700-as metszeten

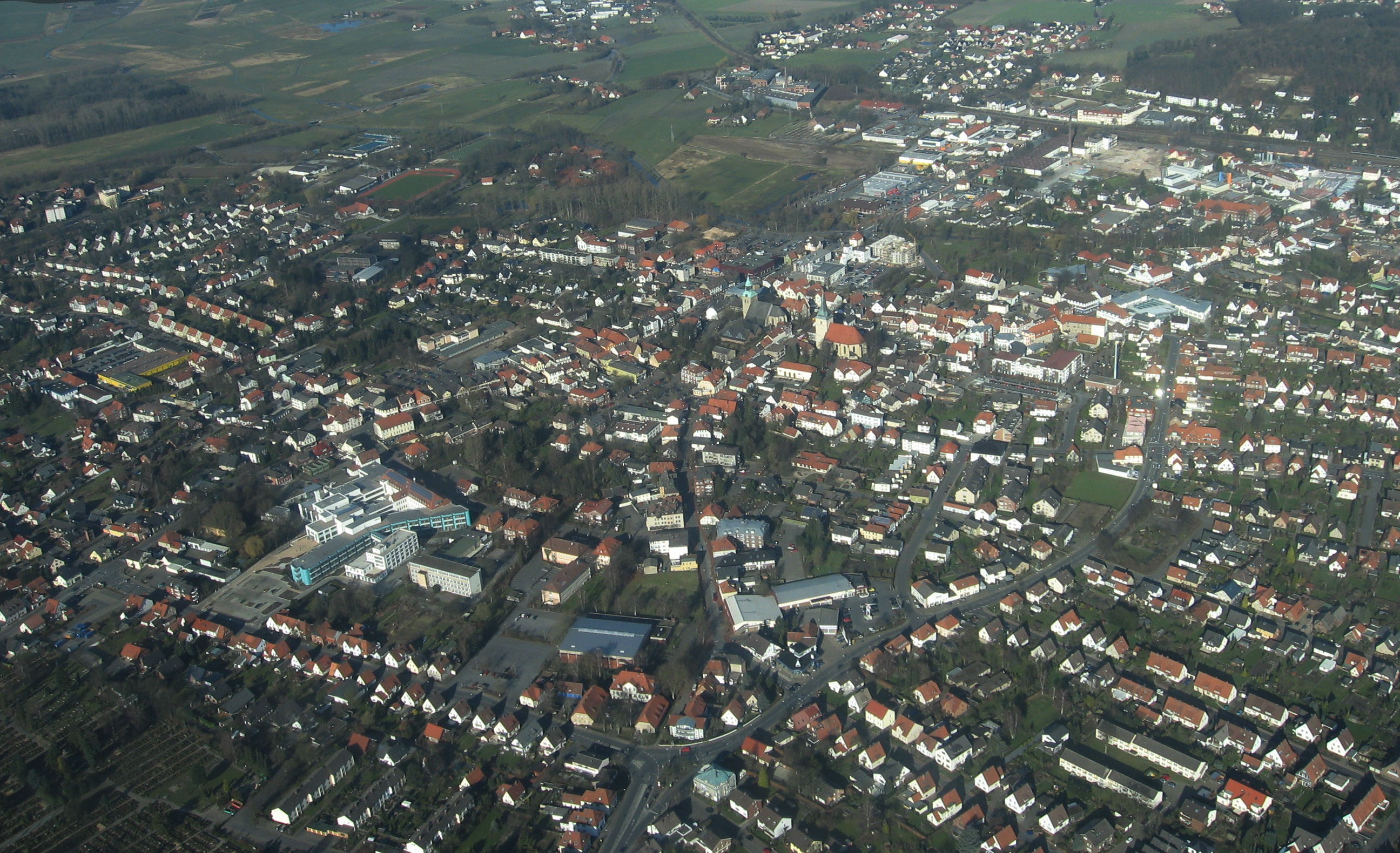
A város légifelvételről

Melle nevét 1169-ben említették először az írásos feljegyzések.
A város magját egy négyzet alakú várszerű erődítéssel körülvett templom képezte, amely eleinte nemcsak a helyi polgároknak, de az arra vetődő kereskedőknek is védelemül szolgált.

## Nevezetességek
- Római katolikus temploma - a 13. században épült.
- Evangélikus temploma - 1723-ból való.
- Városháza (Rathaus) - tornyából minden órában harangjáték hangzik fel.

## Galéria

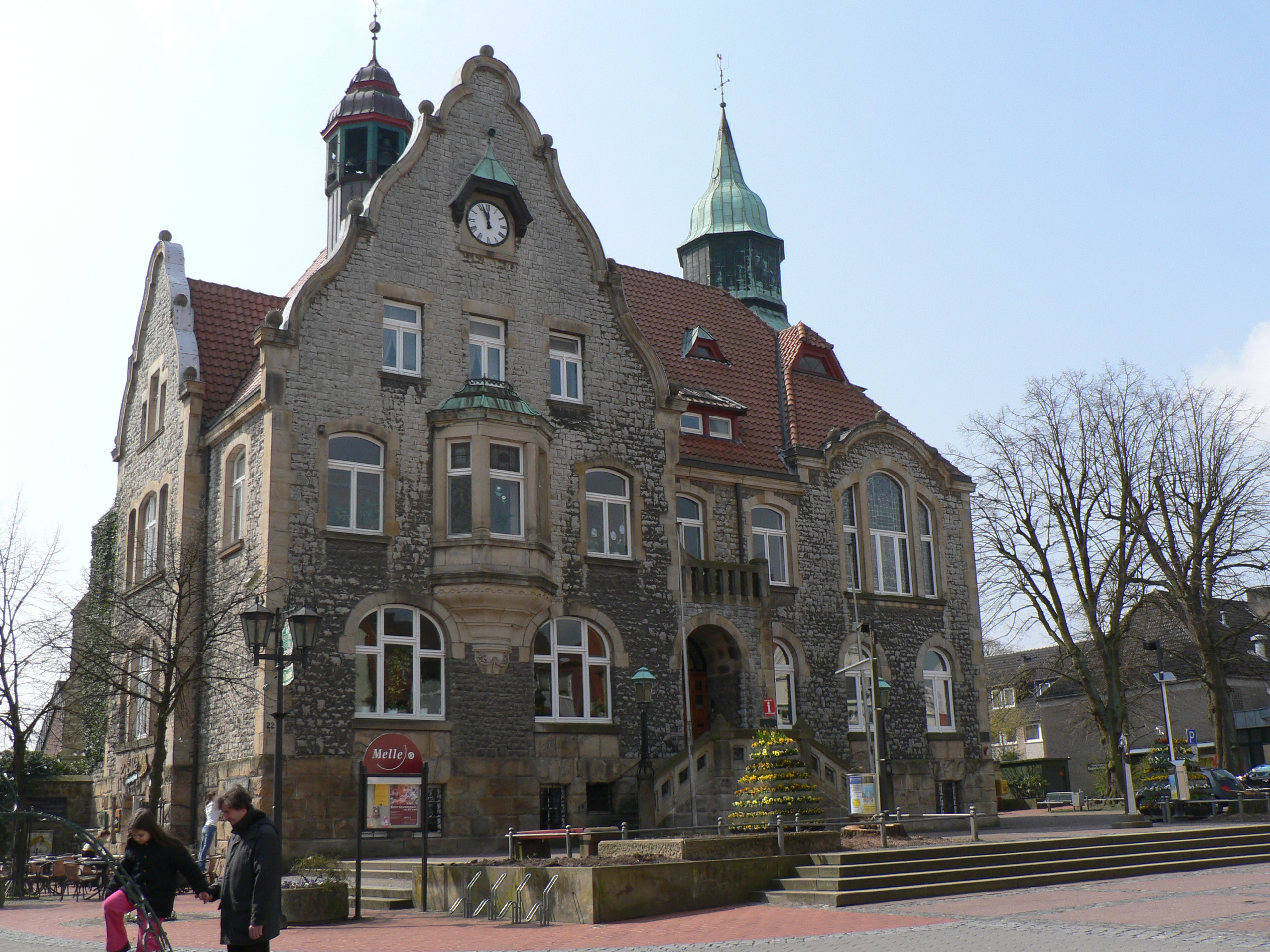
Városháza (Rathaus)
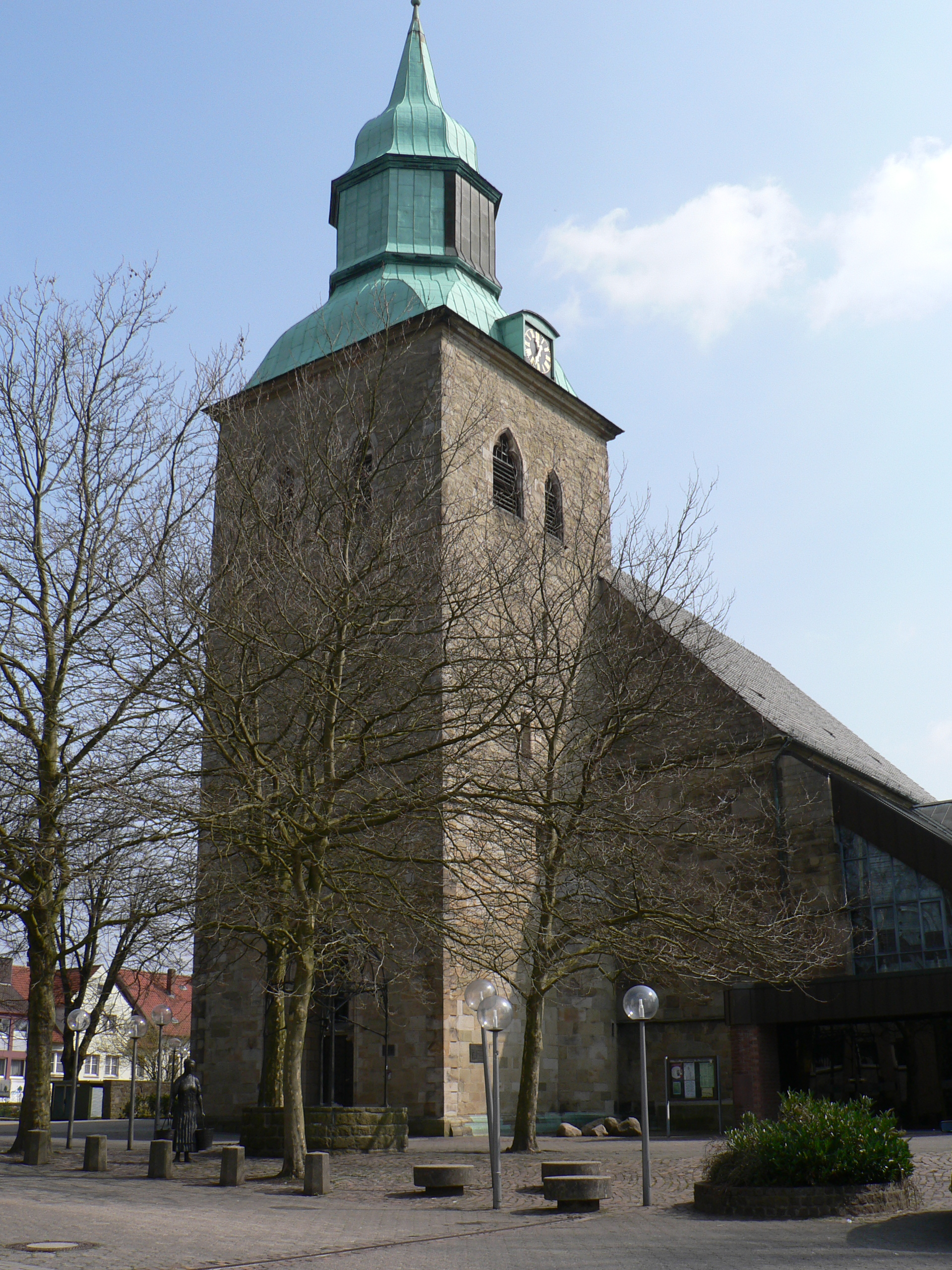
Római katolikus templom
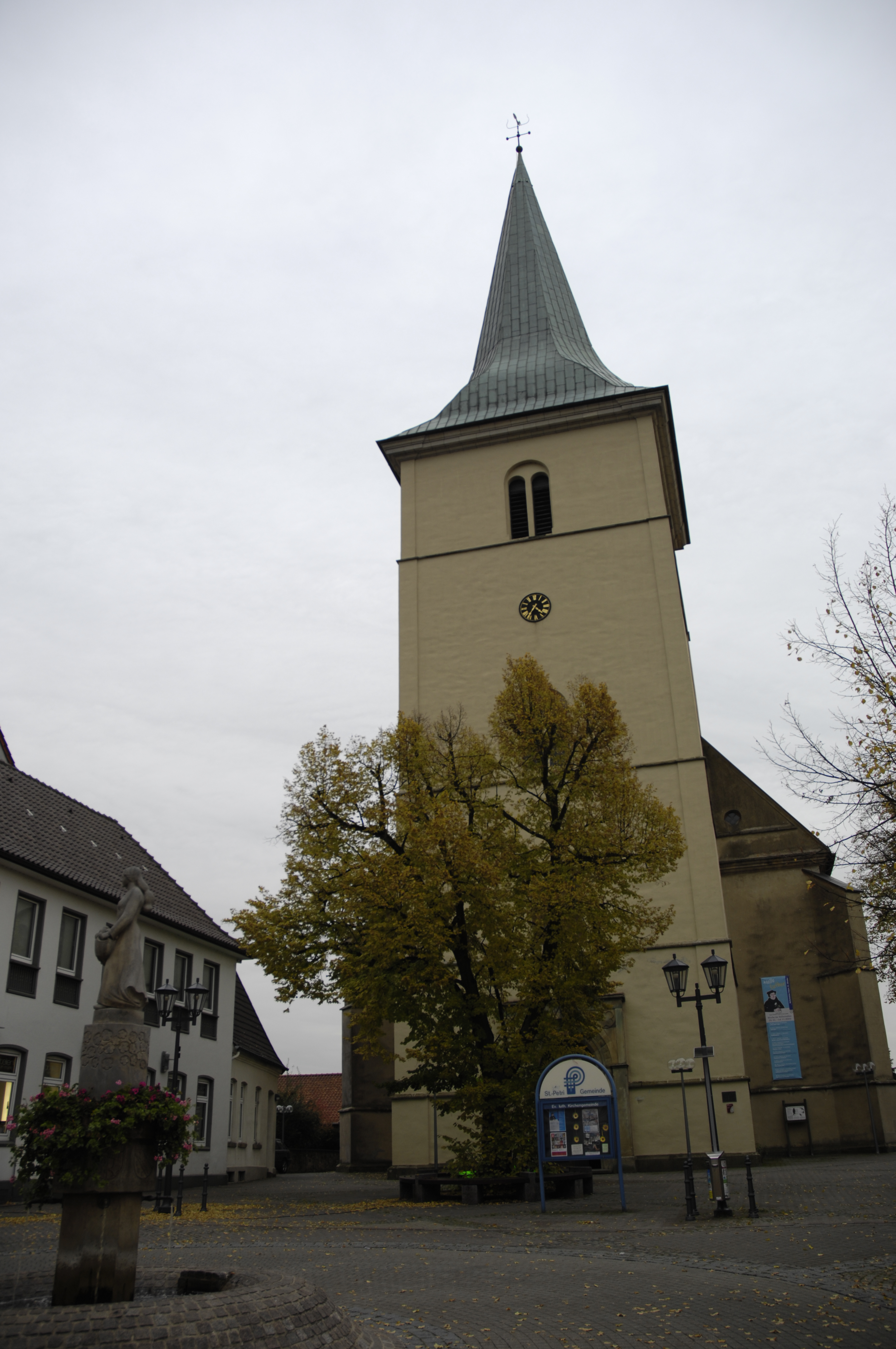
Evangélikus temploma
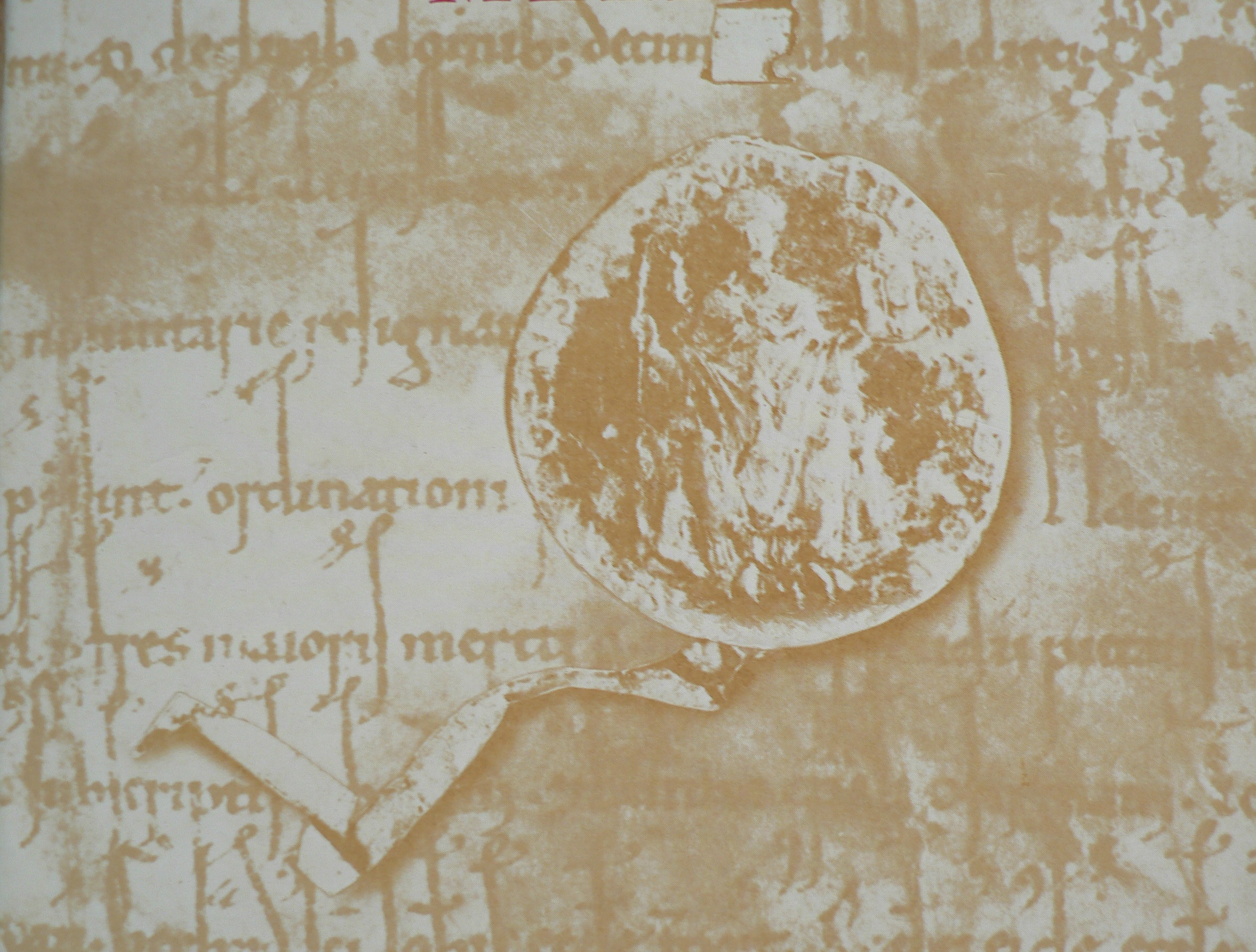
A város első említése egy régi oklevélben
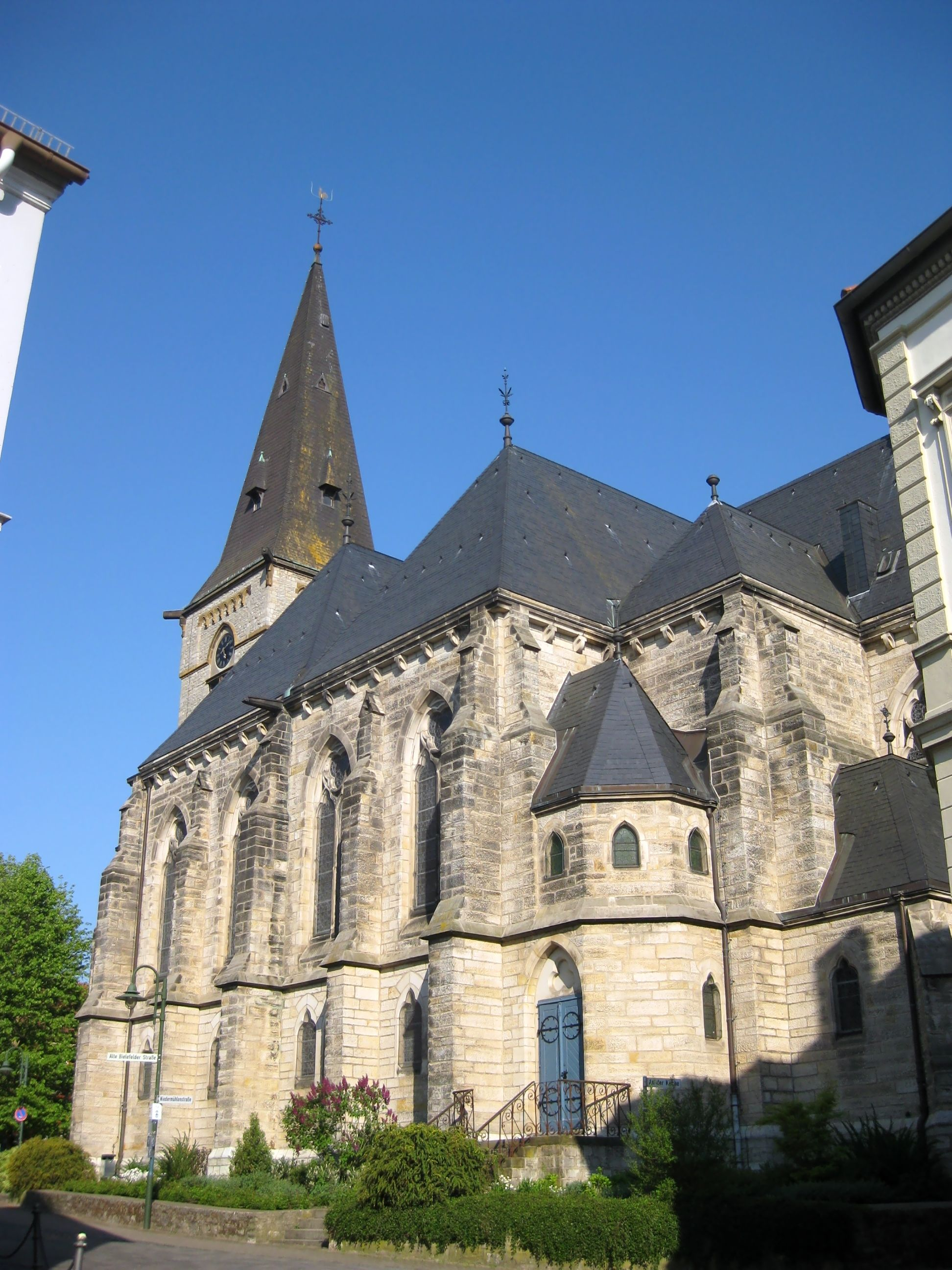
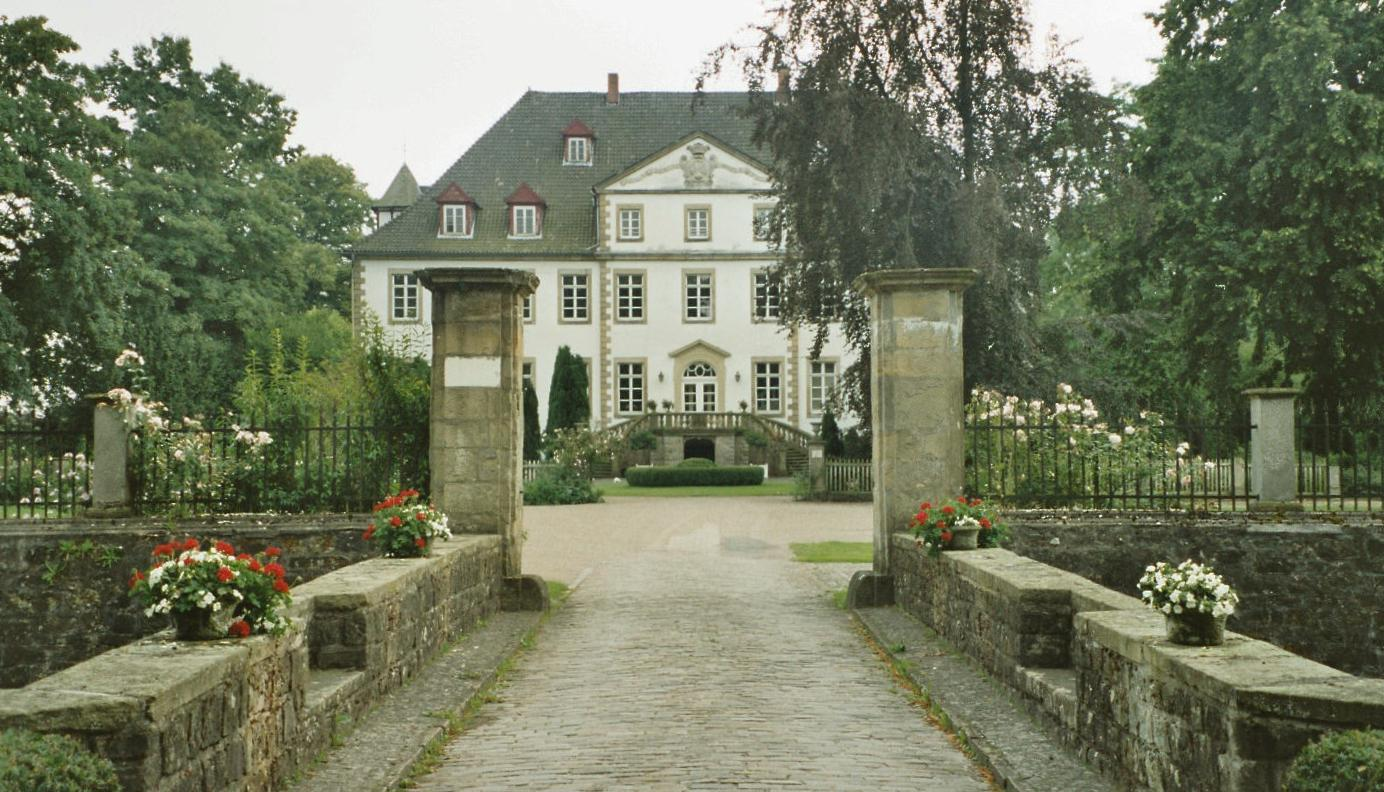
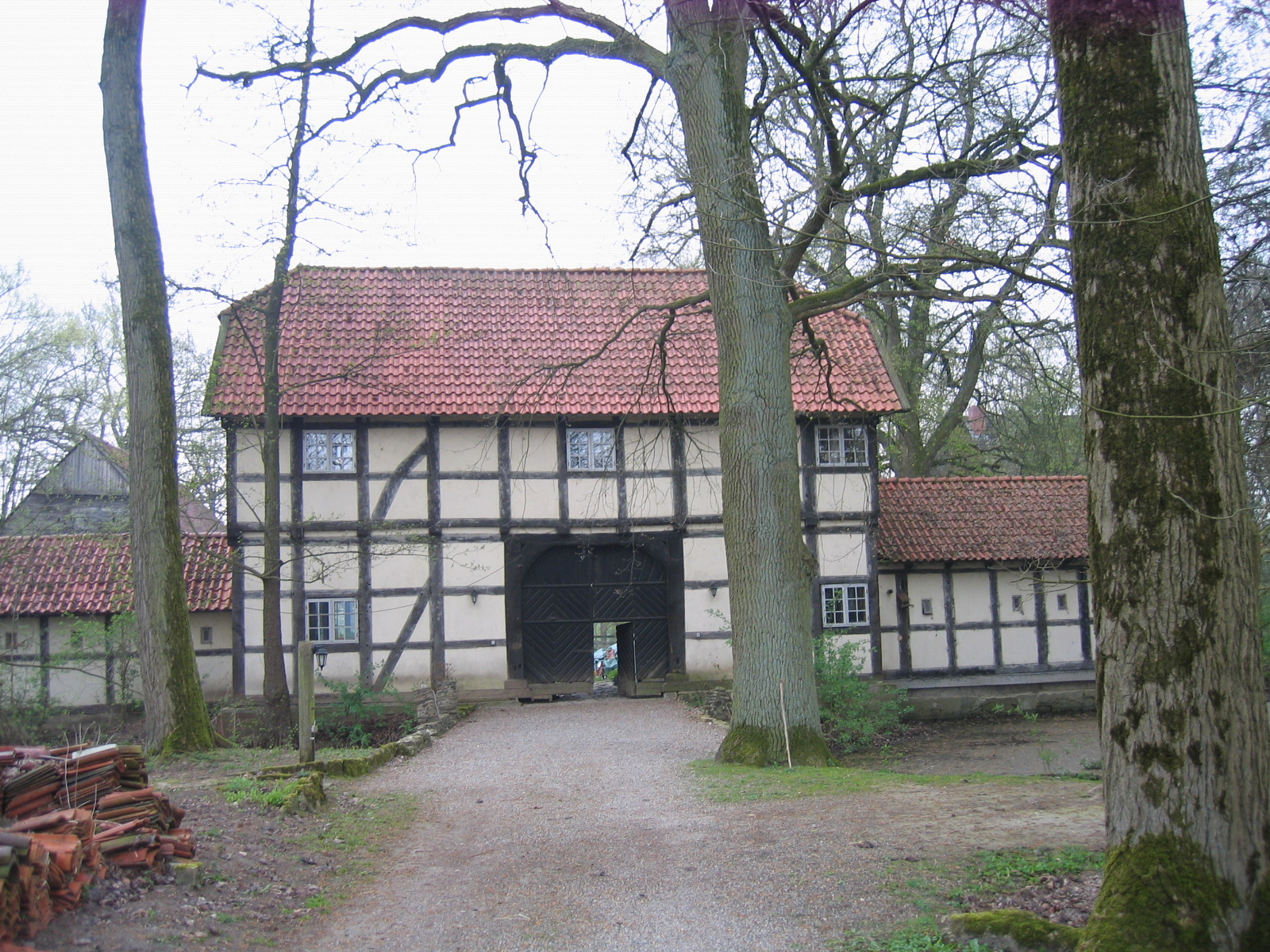
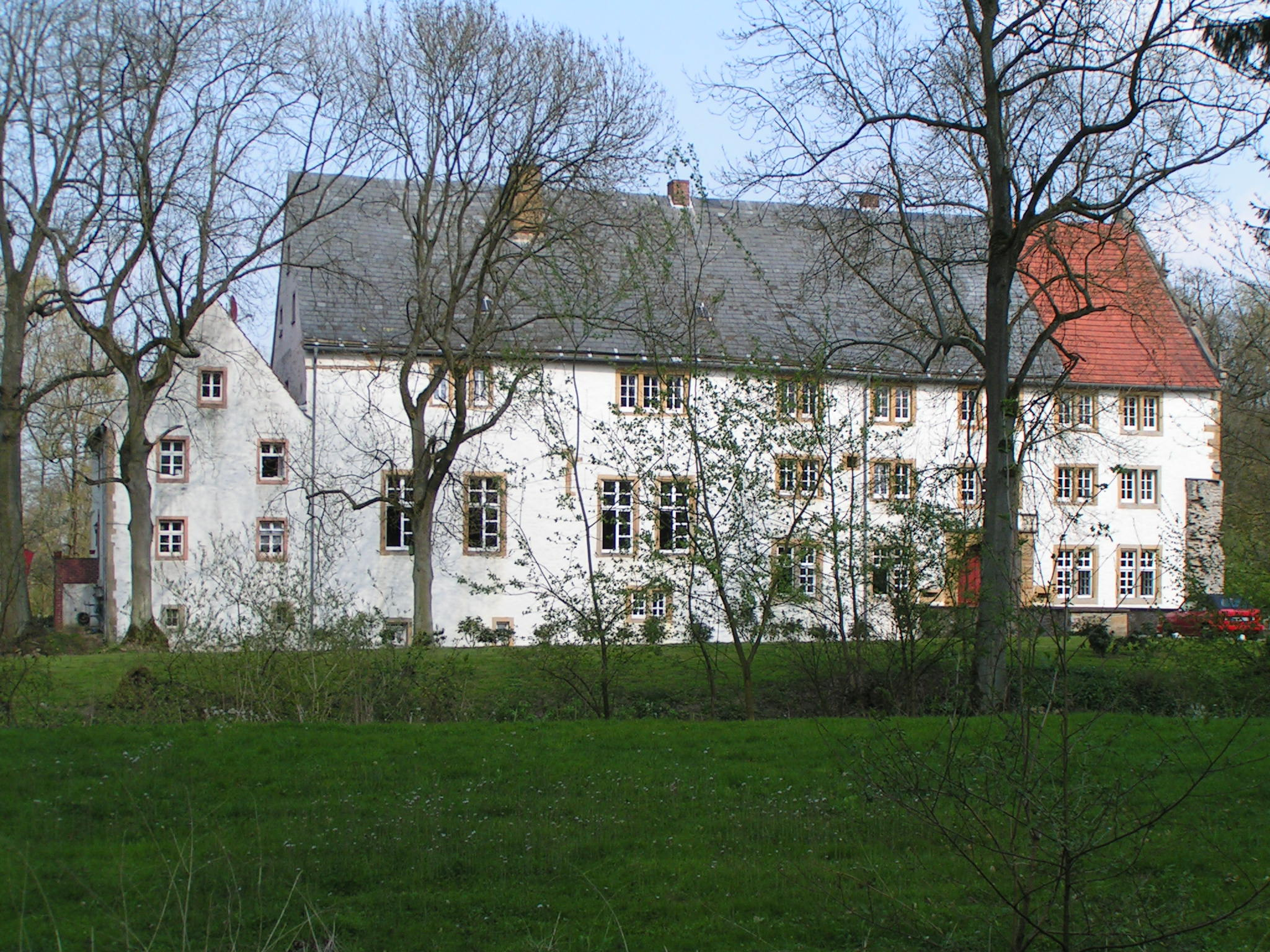
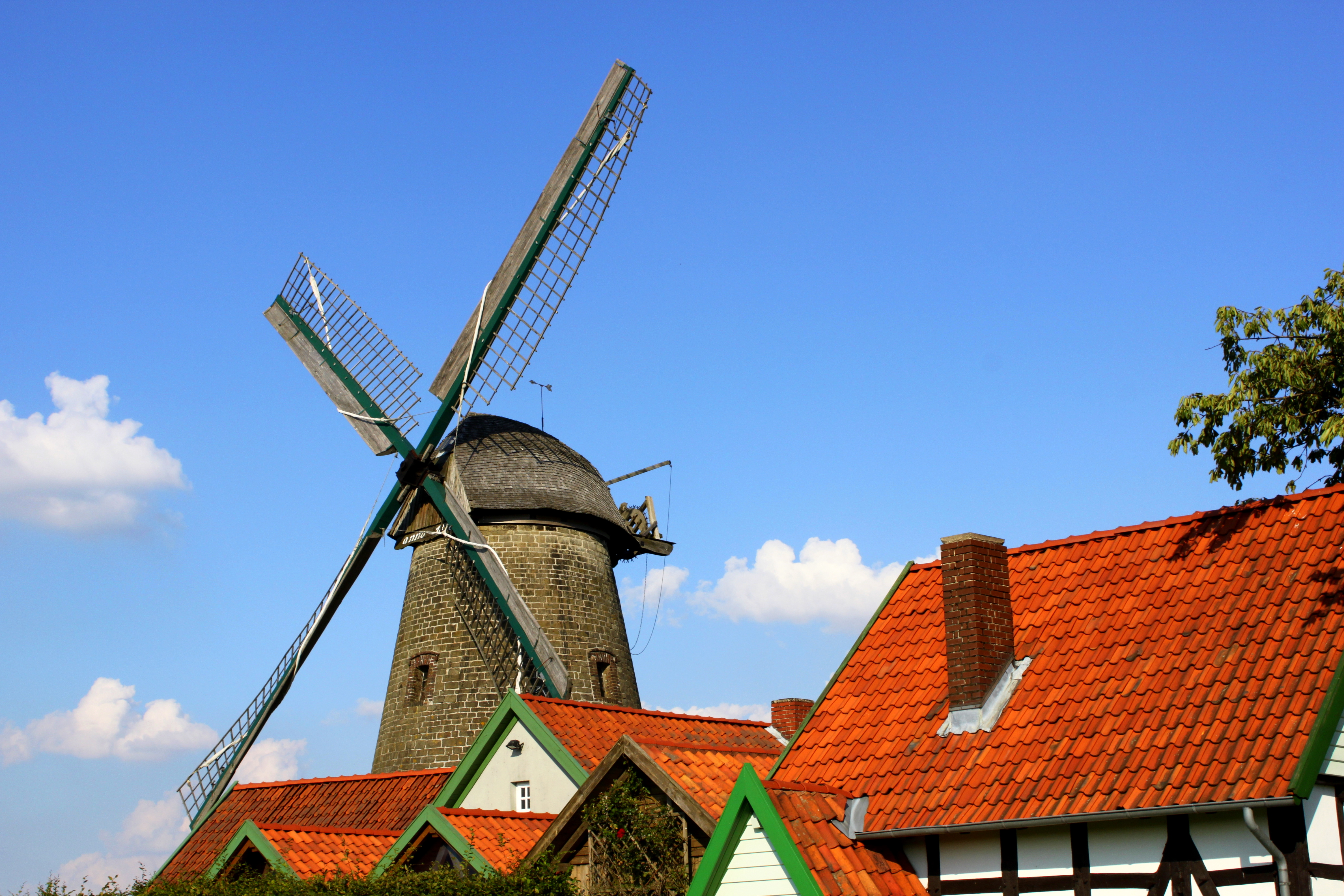
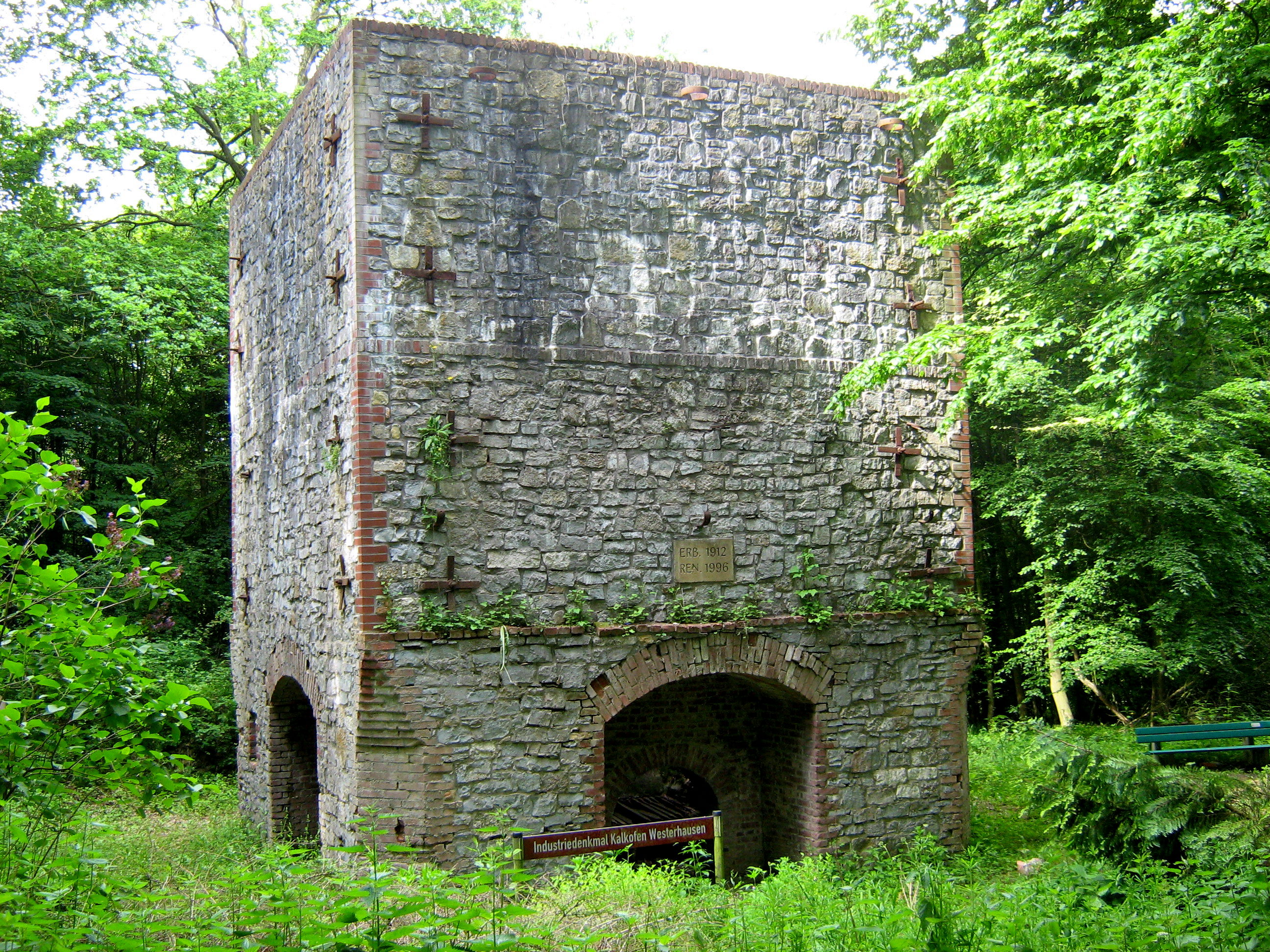
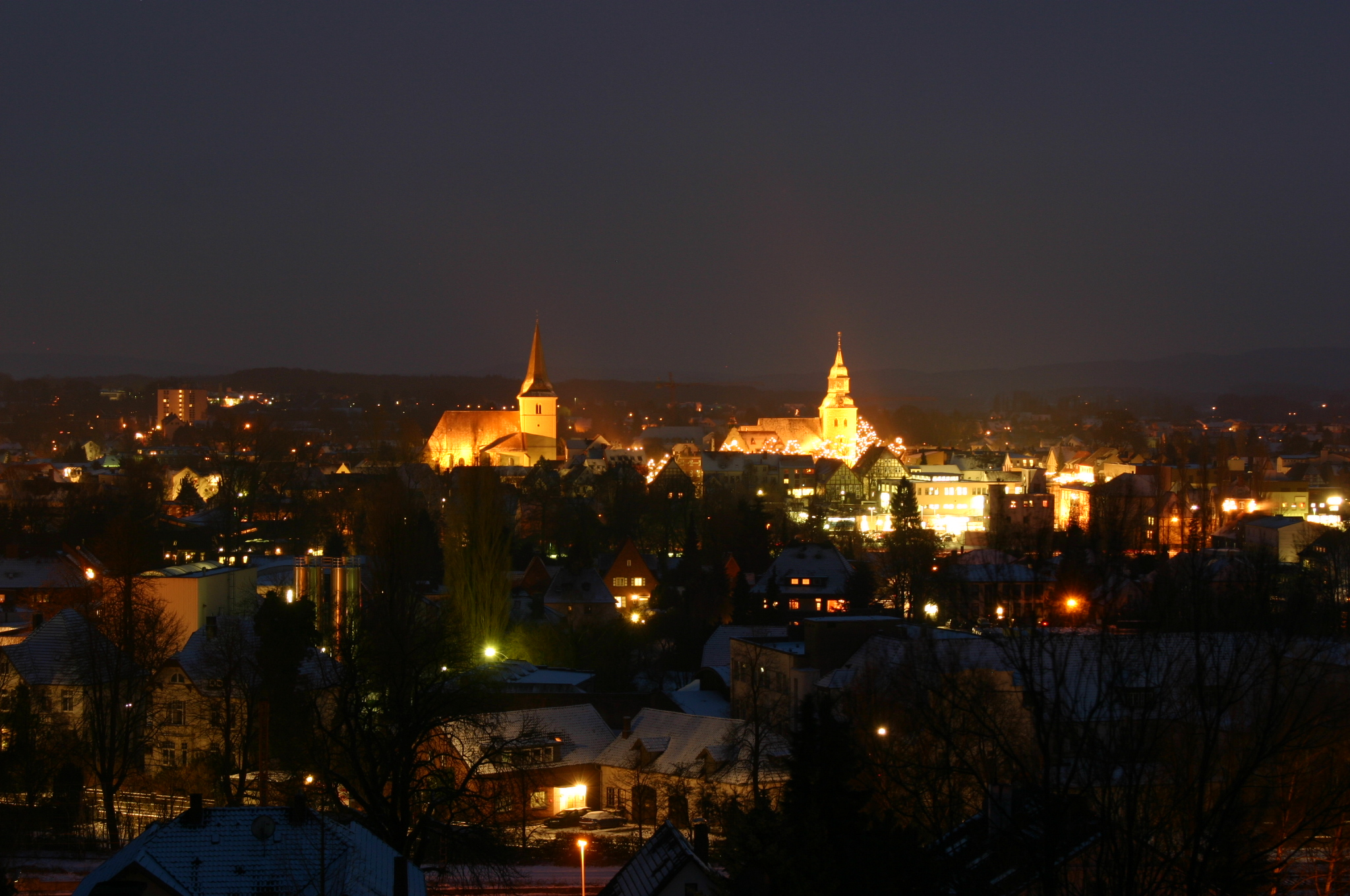
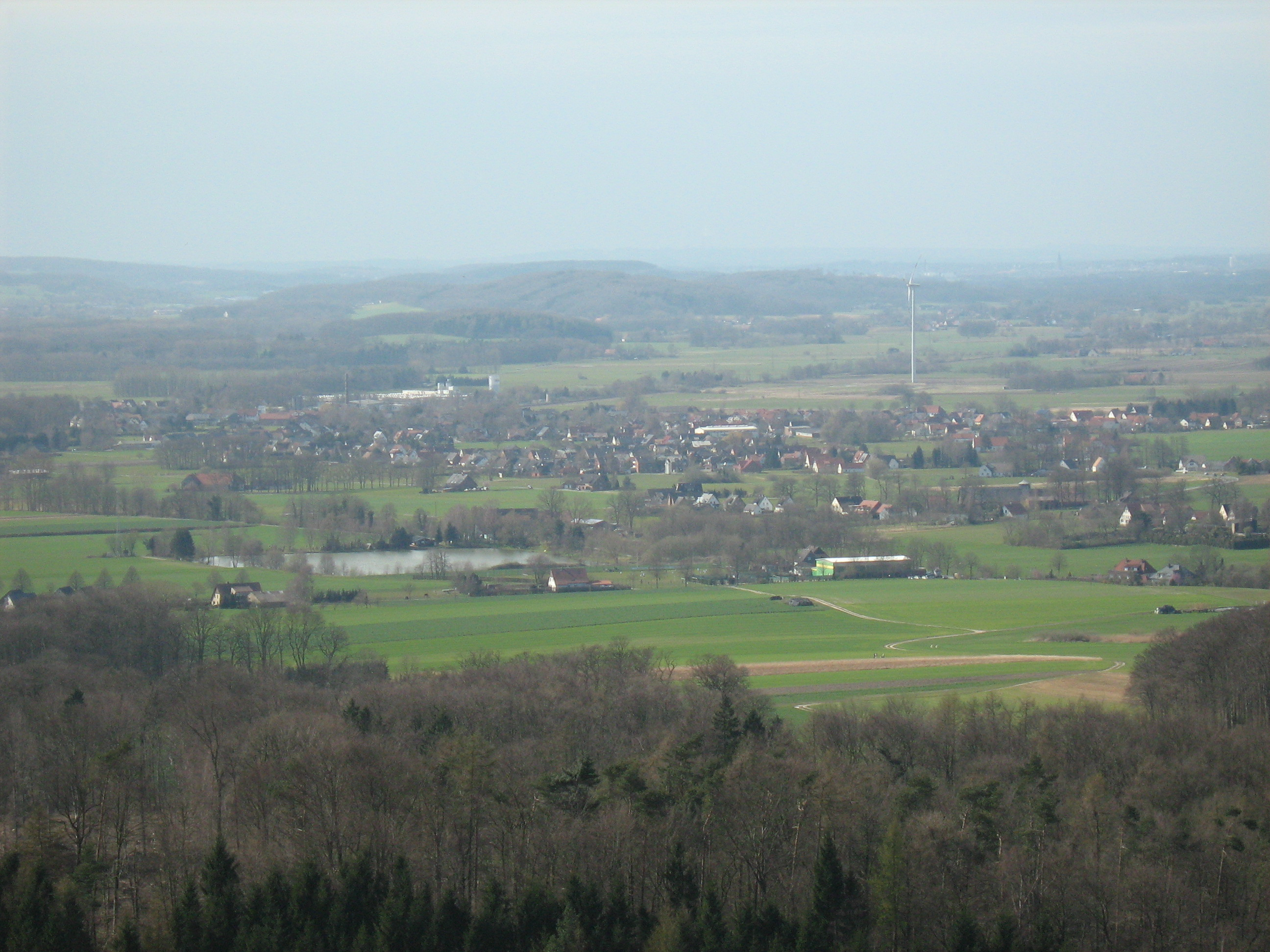